# Knack Roeselare
Knack Roeselare (lub Knack Volley Roeselare) – belgijski męski klub siatkarski powstały w 1964 roku w Roeselare. Klub występuje w Lotto Volley League.
Asystentem trenera Knack Roeselare jest Marcin Nowakowski. Statystyk reprezentacji Polski i w latach 2019-2024 był w sztabie szkoleniowym drużyny Grupa Azoty ZAKSA Kędzierzyn-Koźle.

## Nazwy klubu
- 1964-1978 The Jets Roeselare
- 1978-1987 Knack Roeselare
- 1987-2005 WFT Knack Roeselare
- 2005-2011 Volleyteam Knack Randstad Roeselare
- 2011- Knack Roeselare

## Trenerzy[2]
| Lata      | Imię i nazwisko      |
| --------- | -------------------- |
| 1976-1985 | William Ingels       |
| 1979-1981 | Jerzy Strumiło       |
| 1985-1986 | Laslo Lukač          |
| 1986-1988 | Pavel Třešňák        |
| 1988-1992 | Petr Kop             |
| 1992-1993 | Jerzy Strumiło       |
| 1993-1997 | Marc Spaenjers       |
| 1997-2012 | Dominique Baeyens    |
| 2012-2018 | Emile Rousseaux      |
| 2018-2025 | Steven Vanmedegael   |
| 2025-     | Matthijs Verhanneman |

## Sukcesy
Mistrzostwo Belgii:
- 1. miejsce: 1989, 2000, 2005, 2006, 2007, 2010, 2013, 2014, 2015, 2016, 2017, 2021, 2022[7], 2023[8], 2024[9], 2025[10]
- 2. miejsce: 2008, 2009, 2018, 2019
- 3. miejsce: 2011

 Puchar Belgii:
- 1. miejsce: 1989, 1990, 1994, 2000, 2005, 2006, 2011, 2013, 2016, 2017, 2018, 2019, 2020, 2021, 2023[11], 2024[12], 2025[13]

 Superpuchar Belgii:
- 1. miejsce: 1996, 1997, 1998, 1999, 2000, 2004, 2005, 2007, 2010, 2013, 2014, 2018, 2019, 2022, 2023[14]

 Puchar Europy Zdobywców Pucharów:
- 3. miejsce: 1995

 Puchar CEV (1980–2007):
- 2. miejsce: 1998, 1999

 Puchar CEV (2007–):
- 2. miejsce: 2023[15]

 Puchar Top Teams:
- 1. miejsce: 2002

## Europejskie puchary[16]
| Sezon     | Europejskie puchary              | Osiągnięcie   |
| --------- | -------------------------------- | ------------- |
| 1985/1986 | Puchar CEV                       | Ćwierćfinał   |
| 1986/1987 | Puchar CEV                       | ?             |
| 1987/1988 | Puchar CEV                       | ?             |
| 1989/1990 | Puchar Europy Mistrzów Klubowych | Runda wstępna |
| 1990/1991 | Puchar Europy Zdobywców Pucharów | 4. miejsce    |
| 1991/1992 | Puchar CEV                       | II runda      |
| 1992/1993 | Puchar CEV                       | III runda     |
| 1994/1995 | Puchar Europy Zdobywców Pucharów | 3. miejsce    |
| 1997/1998 | Puchar CEV                       | 2. miejsce    |
| 1998/1999 | Puchar CEV                       | 2. miejsce    |
| 1999/2000 | Puchar CEV                       | Ćwierćfinał   |
| 2000/2001 | Liga Mistrzów                    | Faza play-off |
| 2001/2002 | Puchar Top Teams                 | 1. miejsce    |
| 2002/2003 | Liga Mistrzów                    | Faza grupowa  |
| 2003/2004 | Liga Mistrzów                    | Faza grupowa  |
| 2004/2005 | Liga Mistrzów                    | Faza grupowa  |
| 2005/2006 | Liga Mistrzów                    | Runda 12      |
| 2006/2007 | Liga Mistrzów                    | Runda 6       |
| 2007/2008 | Liga Mistrzów                    | Runda 12      |

| 2008/2009 | Liga Mistrzów | 1/8 finału      |
| 2009/2010 | Liga Mistrzów | Runda 12        |
| 2010/2011 | Liga Mistrzów | Runda 12        |
| 2011/2012 | Puchar CEV    | Runda Challenge |
| 2012/2013 | Liga Mistrzów | Faza grupowa    |
| 2012/2013 | Puchar CEV    | Runda Challenge |
| 2013/2014 | Liga Mistrzów | Runda 12        |
| 2014/2015 | Liga Mistrzów | Faza grupowa    |
| 2014/2015 | Puchar CEV    | Runda Challenge |
| 2015/2016 | Liga Mistrzów | Faza grupowa    |
| 2015/2016 | Puchar CEV    | Półfinał        |
| 2016/2017 | Liga Mistrzów | 1/12 finału     |
| 2017/2018 | Liga Mistrzów | Faza grupowa    |
| 2018/2019 | Liga Mistrzów | Faza grupowa    |
| 2019/2020 | Liga Mistrzów | Ćwierćfinał     |
| 2020/2021 | Liga Mistrzów | Faza grupowa    |
| 2021/2022 | Liga Mistrzów | Faza grupowa    |
| 2022/2023 | Liga Mistrzów | Faza grupowa    |
| 2022/2023 | Puchar CEV    | 2. miejsce      |
| 2023/2024 | Liga Mistrzów | Faza grupowa    |
| 2024/2025 | Liga Mistrzów | Faza grupowa    |
| 2024/2025 | Puchar CEV    | Ćwierćfinał     |

## Polacy w klubie
| Lata gry  | Imię i nazwisko    |
| --------- | ------------------ |
| 1979-1981 | Jerzy Strumiło     |
| 1980-1981 | Jurek Rogulski     |
| 1981-1984 | Stanisław Iwaniak  |
| 1991-1992 | Andrzej Martyniuk  |
| 1991-1994 | Mirosław Skotnicki |
| 1992-1994 | Witold Roman       |
| 1993-1994 | Marek Fornal       |
| 2015-2018 | Piotr Orczyk       |

## Kadra

### Sezon 2024/2025
| Nr | Imię i nazwisko      | Data ur. | Wzrost | Pozycja      |
| -- | -------------------- | -------- | ------ | ------------ |
| 1  | Dennis Deroey        | 1987     | 191    | libero       |
| 3  | Erik Siksna          | 2001     | 198    | przyjmujący  |
| 4  | Stijn D’Hulst        | 1991     | 187    | rozgrywający |
| 5  | Pieter Coolman       | 1989     | 198    | środkowy     |
| 6  | Jasper Wijkstra      | 2002     | 203    | przyjmujący  |
| 7  | Lennert Van Elsen    | 2001     | 202    | środkowy     |
| 8  | Matthijs Verhanneman | 1988     | 198    | przyjmujący  |
| 10 | Mauro Lips           | 2006     | 199    | środkowy     |
| 11 | Seppe Van Hoyweghen  | 2000     | 198    | rozgrywający |
| 12 | Seppe Rotty          | 2001     | 203    | przyjmujący  |
| 14 | Brendan Mills        | 2003     | 201    | atakujący    |
| 15 | Basil Dermaux        | 2003     | 195    | atakujący    |
| 16 | Bjarne Angillis      | 2006     | 181    | libero       |
| 17 | Miika Haapaniemi     | 2004     | 203    | środkowy     |

### Sezon 2023/2024[17]
| Nr | Imię i nazwisko          | Data ur. | Wzrost | Pozycja      |
| -- | ------------------------ | -------- | ------ | ------------ |
| 1  | Dennis Deroey            | 1987     | 191    | libero       |
| 4  | Stijn D’Hulst            | 1991     | 187    | rozgrywający |
| 5  | Pieter Coolman           | 1989     | 198    | środkowy     |
| 6  | Jasper Wijkstra          | 2002     | 203    | przyjmujący  |
| 7  | Simon Plaskie            | 2001     | 193    | przyjmujący  |
| 8  | Matthijs Verhanneman     | 1988     | 198    | przyjmujący  |
| 9  | Lennert Van Elsen        | 2001     | 203    | środkowy     |
| 11 | Henri Treial             | 1992     | 203    | środkowy     |
| 12 | Seppe Rotty              | 2001     | 203    | przyjmujący  |
| 13 | Sander Depovere          | 1995     | 196    | rozgrywający |
| 14 | Diego González Castañeda | 2000     | 201    | atakujący    |
| 19 | Hugo Fischer             | 1999     | 202    | atakujący    |
| 20 | Bram Van Den Hove        | 1992     | 184    | libero       |

### Sezon 2022/2023
| Nr | Imię i nazwisko      | Data ur. | Wzrost | Pozycja      |
| -- | -------------------- | -------- | ------ | ------------ |
| 1  | Dennis Deroey        | 1987     | 191    | libero       |
| 4  | Stijn D’Hulst        | 1991     | 187    | rozgrywający |
| 5  | Pieter Coolman       | 1989     | 198    | środkowy     |
| 6  | Michiel Ahyi         | 1998     | 198    | atakujący    |
| 7  | Simon Plaskie        | 2001     | 193    | przyjmujący  |
| 8  | Matthijs Verhanneman | 1988     | 198    | przyjmujący  |
| 10 | Maicon Leite         | 1992     | 204    | środkowy     |
| 11 | Märt Tammearu        | 2001     | 198    | przyjmujący  |
| 12 | Seppe Rotty          | 2001     | 203    | przyjmujący  |
| 13 | Sander Depovere      | 1995     | 196    | rozgrywający |
| 16 | Pablo Kukartsev      | 1993     | 203    | atakujący    |
| 17 | Rune Fasteland       | 1995     | 206    | środkowy     |
| 20 | Bram Van Den Hove    | 1992     | 184    | libero       |

### Sezon 2021/2022
| Nr | Imię i nazwisko                | Data ur. | Wzrost | Pozycja      |
| -- | ------------------------------ | -------- | ------ | ------------ |
| 1  | Dennis Deroey                  | 1987     | 191    | libero       |
| 4  | Stijn D’Hulst                  | 1991     | 187    | rozgrywający |
| 5  | Pieter Coolman                 | 1989     | 198    | środkowy     |
| 6  | Michiel Ahyi                   | 1998     | 198    | atakujący    |
| 7  | Stijn van Schie                | 1995     | 203    | przyjmujący  |
| 8  | Matthijs Verhanneman           | 1988     | 198    | przyjmujący  |
| 9  | Arno Van De Velde              | 1995     | 210    | środkowy     |
| 10 | Mathijs Desmet                 | 2000     | 198    | przyjmujący  |
| 11 | Märt Tammearu                  | 2001     | 198    | przyjmujący  |
| 13 | Sander Depovere                | 1995     | 196    | rozgrywający |
| 17 | Rune Fasteland                 | 1995     | 206    | środkowy     |
| 18 | Josse Devarrewaere             | 1999     | 183    | libero       |
| 19 | Filip Gavenda (do 08.01.2022)  | 1996     | 202    | atakujący    |
| 19 | François Lecat (od 12.01.2022) | 1993     | 200    | przyjmujący  |

### Sezon 2020/2021
| Nr | Imię i nazwisko      | Data ur. | Wzrost | Pozycja      |
| -- | -------------------- | -------- | ------ | ------------ |
| 1  | Dennis Deroey        | 1987     | 191    | libero       |
| 2  | Hendrik Tuerlinckx   | 1987     | 195    | atakujący    |
| 3  | George Huhmann       | 1997     | 212    | środkowy     |
| 4  | Stijn D’Hulst        | 1991     | 187    | rozgrywający |
| 5  | Pieter Coolman       | 1989     | 199    | środkowy     |
| 6  | Michiel Ahyi         | 1998     | 200    | atakujący    |
| 7  | Stijn van Schie      | 1995     | 203    | przyjmujący  |
| 8  | Matthijs Verhanneman | 1988     | 198    | przyjmujący  |
| 10 | Mathijs Desmet       | 2000     | 196    | przyjmujący  |
| 11 | Bram Van Den Hove    | 1992     | 184    | libero       |
| 13 | Sander Depovere      | 1995     | 197    | rozgrywający |
| 15 | Andreas Fragkos      | 1989     | 200    | przyjmujący  |
| 17 | Rune Fasteland       | 1995     | 204    | środkowy     |

### Sezon 2019/2020
| Nr | Imię i nazwisko         | Data ur. | Wzrost | Pozycja      |
| -- | ----------------------- | -------- | ------ | ------------ |
| 1  | Brett Walsh             | 1994     | 195    | rozgrywający |
| 2  | Hendrik Tuerlinckx      | 1987     | 195    | atakujący    |
| 3  | Antoine Cornil          | 1998     | 195    | przyjmujący  |
| 4  | Dennis Deroey           | 1987     | 191    | libero       |
| 5  | Pieter Coolman          | 1989     | 199    | środkowy     |
| 7  | Stijn van Schie         | 1995     | 203    | przyjmujący  |
| 8  | Matthijs Verhanneman    | 1988     | 198    | przyjmujący  |
| 9  | Jayson McCarthy         | 1994     | 205    | atakujący    |
| 10 | Mathijs Desmet          | 2000     | 196    | przyjmujący  |
| 11 | Daniel Jansen Van Doorn | 1990     | 208    | środkowy     |
| 12 | Joseph Norman           | 1994     | 206    | atakujący    |
| 13 | Sander Depovere         | 1995     | 197    | rozgrywający |
| 15 | Andreas Fragkos         | 1989     | 200    | przyjmujący  |
| 17 | Rune Fasteland          | 1995     | 204    | środkowy     |

### Sezon 2018/2019
| Nr | Imię i nazwisko      | Data ur. | Wzrost | Pozycja      |
| -- | -------------------- | -------- | ------ | ------------ |
| 1  | Brett Walsh          | 1994     | 195    | rozgrywający |
| 2  | Hendrik Tuerlinckx   | 1987     | 195    | atakujący    |
| 3  | Benjamin Robbe       | 1999     | 183    | libero       |
| 5  | Pieter Coolman       | 1989     | 199    | środkowy     |
| 6  | Stijn Dejonckheere   | 1988     | 185    | libero       |
| 7  | Samuel Holt          | 1993     | 205    | przyjmujący  |
| 8  | Matthijs Verhanneman | 1988     | 198    | przyjmujący  |
| 9  | Arno Van De Velde    | 1995     | 210    | środkowy     |
| 10 | Mathijs Desmet       | 2000     | 196    | przyjmujący  |
| 11 | Antoine Cornil       | 1998     | 195    | przyjmujący  |
| 12 | Ruben Van Hirtum     | 1990     | 193    | przyjmujący  |
| 13 | Sander Depovere      | 1995     | 197    | rozgrywający |
| 15 | Lou Kindt            | 1997     | 203    | przyjmujący  |
| 17 | Rune Fasteland       | 1995     | 204    | środkowy     |

### Sezon 2017/2018
| Nr | Imię i nazwisko        | Data ur. | Wzrost | Pozycja      |
| -- | ---------------------- | -------- | ------ | ------------ |
| 1  | Ángel Trinidad de Haro | 1993     | 195    | rozgrywający |
| 2  | Hendrik Tuerlinckx     | 1987     | 195    | atakujący    |
| 3  | Benjamin Robbe         | 1999     | 183    | libero       |
| 5  | Pieter Coolman         | 1989     | 199    | środkowy     |
| 6  | Stijn Dejonckheere     | 1988     | 185    | libero       |
| 7  | Thomas Konings         | 1997     | 202    | atakujący    |
| 8  | Matthijs Verhanneman   | 1988     | 198    | przyjmujący  |
| 9  | Arno Van De Velde      | 1995     | 210    | środkowy     |
| 11 | Antoine Cornil         | 1998     | 195    | przyjmujący  |
| 12 | Ruben Van Hirtum       | 1990     | 193    | przyjmujący  |
| 13 | Sander Depovere        | 1995     | 197    | rozgrywający |
| 14 | Miguel Ángel Fornés    | 1993     | 202    | środkowy     |
| 15 | Lou Kindt              | 1997     | 203    | przyjmujący  |
| 17 | Piotr Orczyk           | 1993     | 198    | przyjmujący  |

### Sezon 2016/2017
| Nr | Imię i nazwisko        | Data ur. | Wzrost | Pozycja      |
| -- | ---------------------- | -------- | ------ | ------------ |
| 1  | Ángel Trinidad de Haro | 1993     | 195    | rozgrywający |
| 2  | Hendrik Tuerlinckx     | 1987     | 195    | atakujący    |
| 4  | Stijn D’Hulst          | 1991     | 187    | rozgrywający |
| 5  | Pieter Coolman         | 1989     | 199    | środkowy     |
| 6  | Stijn Dejonckheere     | 1988     | 185    | libero       |
| 7  | Thomas Konings         | 1997     | 202    | atakujący    |
| 8  | Matthijs Verhanneman   | 1988     | 198    | przyjmujący  |
| 9  | Arno Van De Velde      | 1995     | 210    | środkowy     |
| 11 | Gertjan Claes          | 1985     | 191    | przyjmujący  |
| 12 | Ruben Van Hirtum       | 1990     | 193    | przyjmujący  |
| 14 | Miguel Ángel Fornés    | 1993     | 202    | środkowy     |
| 16 | Steven Vanmedegael     | 1986     | 180    | przyjmujący  |
| 17 | Piotr Orczyk           | 1993     | 198    | przyjmujący  |

### Sezon 2015/2016
| Nr | Imię i nazwisko        | Data ur. | Wzrost | Pozycja      |
| -- | ---------------------- | -------- | ------ | ------------ |
| 1  | Ángel Trinidad de Haro | 1993     | 195    | rozgrywający |
| 2  | Hendrik Tuerlinckx     | 1987     | 195    | atakujący    |
| 3  | Joppe Paulides         | 1982     | 205    | środkowy     |
| 4  | Stijn D’Hulst          | 1991     | 187    | rozgrywający |
| 5  | Pieter Coolman         | 1989     | 199    | środkowy     |
| 6  | Stijn Dejonckheere     | 1988     | 185    | libero       |
| 7  | Thomas Konings         | 1997     | 202    | atakujący    |
| 8  | Matthijs Verhanneman   | 1988     | 198    | przyjmujący  |
| 9  | Arno Van De Velde      | 1995     | 210    | środkowy     |
| 10 | Leonis Dedeyne         | 1994     | 190    | przyjmujący  |
| 11 | Gertjan Claes          | 1985     | 191    | przyjmujący  |
| 12 | Ruben Van Hirtum       | 1990     | 193    | przyjmujący  |
| 14 | Paul Sanderson         | 1986     | 195    | przyjmujący  |
| 16 | Steven Vanmedegael     | 1986     | 180    | przyjmujący  |
| 17 | Piotr Orczyk           | 1993     | 198    | przyjmujący  |
| 18 | Pieter-Jan Creus       | 1996     | 182    | libero       |

### Sezon 2014/2015
| Nr | Imię i nazwisko      | Data ur. | Wzrost | Pozycja      |
| -- | -------------------- | -------- | ------ | ------------ |
| 2  | Hendrik Tuerlinckx   | 1987     | 195    | atakujący    |
| 3  | Joppe Paulides       | 1982     | 205    | środkowy     |
| 4  | Stijn D’Hulst        | 1991     | 187    | rozgrywający |
| 5  | Pieter Coolman       | 1989     | 199    | środkowy     |
| 8  | Matthijs Verhanneman | 1988     | 198    | przyjmujący  |
| 9  | Arno Van De Velde    | 1995     | 210    | środkowy     |
| 10 | Leonis Dedeyne       | 1994     | 190    | przyjmujący  |
| 11 | Gertjan Claes        | 1985     | 191    | przyjmujący  |
| 12 | Ruben Van Hirtum     | 1990     | 193    | przyjmujący  |
| 14 | Eemi Tervaportti     | 1989     | 193    | rozgrywający |
| 15 | Tomas Rousseaux      | 1994     | 199    | przyjmujący  |
| 18 | Pieter-Jan Creus     | 1996     | 182    | libero       |

### Sezon 2013/2014
| Nr | Imię i nazwisko      | Data ur. | Wzrost | Pozycja      |
| -- | -------------------- | -------- | ------ | ------------ |
| 1  | Stijn Dejonckheere   | 1988     | 185    | libero       |
| 2  | Hendrik Tuerlinckx   | 1987     | 195    | atakujący    |
| 3  | Joppe Paulides       | 1982     | 205    | środkowy     |
| 4  | Stijn D’Hulst        | 1991     | 187    | rozgrywający |
| 5  | Pieter Coolman       | 1989     | 199    | środkowy     |
| 6  | Lowie Stuer          | 1995     | 194    | libero       |
| 8  | Matthijs Verhanneman | 1988     | 198    | przyjmujący  |
| 9  | Arno Van De Velde    | 1995     | 210    | środkowy     |
| 11 | Gertjan Claes        | 1985     | 191    | przyjmujący  |
| 12 | Ruben Van Hirtum     | 1990     | 193    | przyjmujący  |
| 14 | Eemi Tervaportti     | 1989     | 193    | rozgrywający |
| 15 | Tomas Rousseaux      | 1994     | 199    | przyjmujący  |
| 16 | Steven Vanmedegael   | 1986     | 180    | przyjmujący  |
| 18 | Pieter-Jan Creus     | 1996     | 182    | libero       |

### Sezon 2012/2013
| Nr | Imię i nazwisko    | Data ur. | Wzrost | Pozycja      |
| -- | ------------------ | -------- | ------ | ------------ |
| 1  | Stijn Dejonckheere | 1988     | 185    | libero       |
| 2  | Hendrik Tuerlinckx | 1987     | 195    | atakujący    |
| 3  | Joppe Paulides     | 1982     | 205    | środkowy     |
| 4  | Stijn D’Hulst      | 1991     | 187    | rozgrywający |
| 5  | Pieter Coolman     | 1989     | 199    | środkowy     |
| 6  | Alain Saade        | 1983     | 197    | atakujący    |
| 8  | Dirk Westphal      | 1986     | 203    | przyjmujący  |
| 9  | Arno Van De Velde  | 1995     | 210    | środkowy     |
| 10 | Wouter Verhelst    | 1980     | 195    | środkowy     |
| 11 | Gertjan Claes      | 1985     | 191    | przyjmujący  |
| 12 | Ruben Van Hirtum   | 1990     | 193    | przyjmujący  |
| 14 | Eemi Tervaportti   | 1989     | 193    | rozgrywający |
| 15 | Tomas Rousseaux    | 1994     | 199    | przyjmujący  |
| 18 | Manuel Callebert   | 1977     | 181    | libero       |

### Sezon 2011/2012
| Nr | Imię i nazwisko    | Data ur. | Wzrost | Pozycja      |
| -- | ------------------ | -------- | ------ | ------------ |
| 1  | Nico Freriks       | 1981     | 192    | rozgrywający |
| 2  | Hendrik Tuerlinckx | 1987     | 195    | atakujący    |
| 3  | Joppe Paulides     | 1982     | 205    | środkowy     |
| 4  | Stijn D’Hulst      | 1991     | 187    | rozgrywający |
| 5  | Sergiu Stancu      | 1982     | 204    | środkowy     |
| 6  | Sam Deroo          | 1992     | 202    | przyjmujący  |
| 8  | Cristian Imhoff    | 1986     | 202    | atakujący    |
| 9  | Cristian Poglajen  | 1989     | 195    | przyjmujący  |
| 10 | Wouter Verhelst    | 1980     | 195    | środkowy     |
| 11 | Ruben Van Hirtum   | 1990     | 193    | przyjmujący  |
| 12 | Marcus Eloe        | 1976     | 188    | przyjmujący  |
| 18 | Manuel Callebert   | 1977     | 181    | libero       |